# Andipalayam
Andipalayam è una suddivisione dell'India, classificata come census town, di 5.471 abitanti, situata nel distretto di Coimbatore, nello stato federato del Tamil Nadu. In base al numero di abitanti la città rientra nella classe V (da 5.000 a 9.999 persone).

## Geografia fisica
La città è situata a 11° 06' 09 N e 77° 18' 36 E.

## Società

### Evoluzione demografica
Al censimento del 2001 la popolazione di Andipalayam assommava a 5.471 persone, delle quali 2.834 maschi e 2.637 femmine. I bambini di età inferiore o uguale ai sei anni assommavano a 623, dei quali 315 maschi e 308 femmine. Infine, coloro che erano in grado di saper almeno leggere e scrivere erano 3.598, dei quali 2.104 maschi e 1.494 femmine.